# 흐리호리 흘라디
흐리호리 스테파노비치 흘라디(우크라이나어: Григо́рій Степа́нович Гладі́й, 러시아어: Григо́рий Степа́нович Глади́й 그리고리 스테파노비치 글라디[*], 1954년 12월 4일~) 또는 그레고리 흘라디(영어: Gregory Hlady)는 우크라이나의 배우, 영화 감독이다.

## 작품 목록

### 영화
- 짊어져야 할 이름 (2015년)
- 금지된 방 (2015년)
- 엑스맨: 데이즈 오브 퓨처 패스트 (2014년) - 페트로프 장군 역
- 어글리 스완 (2006년)
- 더 아이리스 이펙트 (2004년)
- 파 사이드 오브 더 문 (2003년)
- 더 마쉬 (2002년)
- 썸 오브 올 피어스 (2002년)
- 머스킷 건 (1998년)
- 레드 바이올린 (1998년)
- 어싸인먼트 (1997년)
- 다니엘 스틸 - 조야 (1995년)
- 베이징 익스프레스 (1995년)
- 미세스 파커 (1994년)